# Deucalión

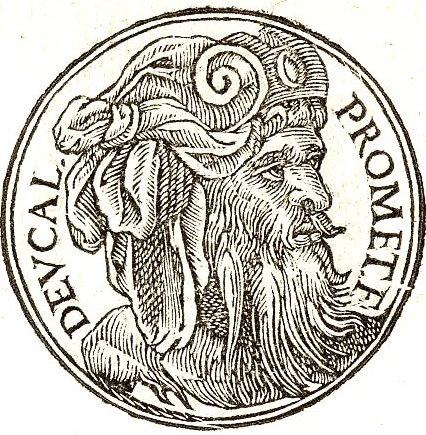
Efigie de Deucalión en Promptuarii Iconum Insigniorum.

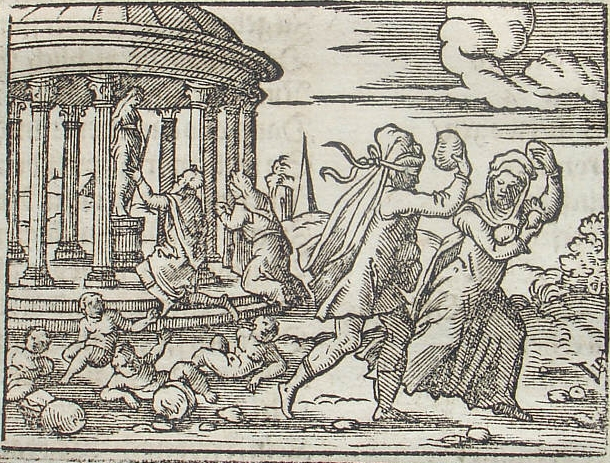
Grabado de Virgil Solis para una edición de la obra de Ovidio Las metamorfosis: Deucalión y Pirra.

En la mitología griega, Deucalión (en griego: Δευκᾶλίων, -ωνος; Deukalíōn, -ōnos), hijo de Prometeo, fue el superviviente del gran diluvio enviado por Zeus. Se dice que Deucalión reinó en las regiones próximas a Ftía, pero su esposa fue Pirra, hija de Epimeteo y Pandora, la primera mujer creada por los dioses. Fue el primero en construir ciudades y en edificar templos a los inmortales, y también el primero en reinar sobre los hombres.

## Ascendencia y consortes
En un escolio se nos dice que la madre de Deucalión era «Clímene, o Prinea según Hesíodo, o bien Hesíone, hija de Océano según Acusilao». O bien se barajan los nombres de Hesíone o Axiotea. Otro escolio más nos dice que su madre era Pandora, aunque el texto está corrupto. Al menos en una versión la esposa de Deucalión fue la epónima Dodona, y en otra versión se nos dice confusamente que Deucalión tomó dos esposas, Pirra y Pandora, que había sido anteriormente dada como mujer para Epimeteo.

## El diluvio de Deucalión
Se dice que Zeus decidió castigar los vicios de la raza humana.  Cuando Zeus decidió poner fin a la Edad de bronce con el gran diluvio, Deucalión, por consejo de Prometeo, construyó un arca (o más bien un cofre) y, disponiendo dentro de ella lo necesario, se embarcó en compañía de Pirra. Zeus provocó un diluvio e inundó la mayor parte de la Hélade, de manera que perecieran todos los hombres, excepto unos pocos que se refugiaron en las cumbres de las montañas próximas. Las fuentes no se ponen de acuerdo sobre en qué monte arribó el arca (no se menciona animal alguno), aunque algunos barajan que pudiera ser el monte Parnaso, el Etna de Sicilia, el Atos o bien el Otris de Tesalia. Este relato se ha relacionado con el bíblico Noé y con la narración de Utnapishtin que aparece en el Poema de Gilgamesh.  
Tras nueve días y otras tantas noches navegando, al término del diluvio, la pareja volvió a tierra firme y decidieron realizar un sacrificio en honor de Zeus Fixio («preservador de los fugitivos»). Después Deucalión decidió consultar el oráculo de Delfos, que por aquel entonces pertenecía a la diosa Temis, sobre cómo repoblar la tierra. El techo estaba cubierto con algas marinas y el altar frío. Se le dijo que «arrojasen los huesos de su madre por encima de sus hombros», pero la pareja no consiguió comprender el oráculo. Tras varias cavilaciones Deucalión por fin entendió que «su madre» no era otra que Gea, la madre de todos los seres vivientes, y que los «huesos» eran las rocas. Por lo tanto, se agacharon con las cabezas cubiertas, levantaron las rocas y las arrojaron por ventura encima del hombro; las rocas se convirtieron en hombres o mujeres según las hubiese arrojado Deucalión o Pirra.  Según otros, cuando Deucalión y Pirra habían huido al Parnaso, hicieron un fuego para usarlo por la noche, pero, pensando que Zeus podría disgustarse por ello, Deucalión apagó el fuego. Fue en ese momento cuando Zeus se apiadó de ellos y les dijo a través de Hermes que arrojaran piedras detrás de ellos.  Así se renovó la humanidad y desde entonces «un pueblo» (laos) y «una piedra» (laas) han significado casi lo mismo en muchos idiomas. Estos litógenas («nacidos de la piedras») llegaron a convertirse en el pueblo de los léleges y su caudillo no fue otro que el héroe epónimo Locro.  Después Prometeo vino y puso vida en esos seres humanos cuando les llevó su antorcha celestial.  Algunos dicen que Deucalión fue puesto entre las estrellas como la constelación de Acuario, por la ingente cantidad de agua que se derramó durante su gobierno.
Deucalión y Pirra vivieron en la ciudad locria de Cino, donde la tradición indica que se encuentra la tumba de Pirra. Posteriormente Deucalión se trasladó a Atenas, donde se dice que construyó un primitivo santuario de Zeus Olímpico, cerca del cual se hallaba su tumba. Por otra parte, en una sima de Atenas que se creía que había tragado toda el agua del diluvio se realizaban anualmente ofrendas de harina de trigo mezcladas con miel.

## Descendencia
Según Apolodoro, Deucalión y Pirra tuvieron tres hijos: Helén, Protogenea y Anfictión. Pero otros alegan que Helén en realidad era hijo de Zeus, en tanto que a Anfictión algunos lo consideran un autóctono. La tradición hesiódica nos dice, en cambio, que tres fueron las Deucálides: Protogenea, Pandora y Tuya, quienes tuvieron todas relaciones con el propio Zeus, al igual que su madre con anterioridad. Otras fuentes añaden a otros hijos en diferentes contextos, como Oresteo, Maratonio y Prónoo, Melanto,Candiboo incluso Pagano. Heródoto, por otra parte, sostiene que fue rey del pueblo heleno cuando este habitaba la región de Ptíotide, en el sureste de Tesalia. Para Juan Malalas Deucalión era hijo de Helén y este de Pico y además reportó testimonios del diluvio.